# Método mãe canguru

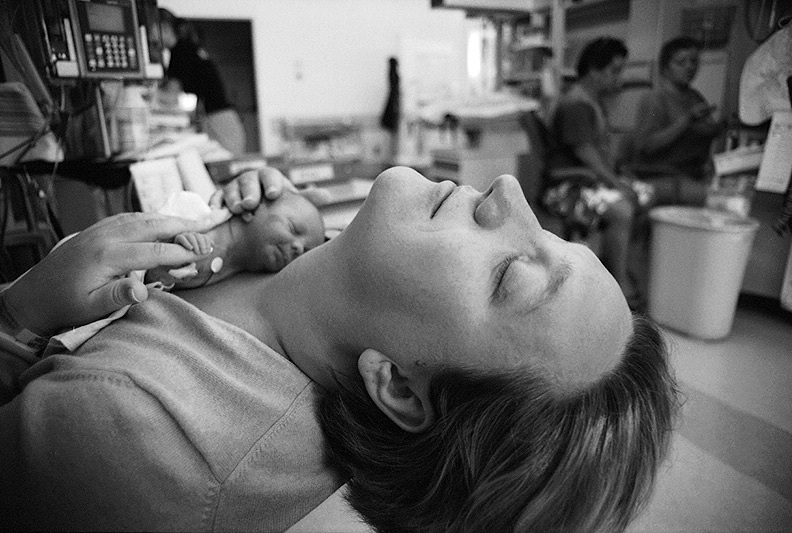
Recém-nascido e mãe canguru dormindo em posição semi-sentada

O método mãe canguru é uma técnica de atenção do recém-nascido em situação de baixo peso ao nascer e/ou prematuridade que fundamenta-se no contato pele a pele entre a mãe o bebê e nos cuidados na alimentação, estimulação e proteção que aquela provê a este. O contato pele a pele também pode ser fornecido pelo pai ou por outro adulto.